# Macrogomphus parallelogramma
Macrogomphus parallelogramma – gatunek ważki z rodziny gadziogłówkowatych (Gomphidae).